# Грушёвый (Краснодарский край)
Грушёвый (иногда Грушовой, Грушовый) — хутор в Белореченском районе Краснодарского края России. Входит в состав Родниковского сельского поселения.

## Географическое положение
Расположен в 5,6 км от центра поселения и в 8,7 км от районного центра.

## Население
| 2002 | 2010 |
| ---- | ---- |
| 581  | ↗689 |

## Памятники
- Братская могила 11 советских воинов, 1942—1943 годы[5].